# Mateusz Kochalski
Mateusz Kochalski (wym. [matˈɛuʃ kɔxˈalski]; ur. 25 lipca 2000 w Świdniku) – polski piłkarz, występujący na pozycji bramkarza w azerskim klubie Qarabağ FK. Wychowanek Legii Warszawa. Były młodzieżowy reprezentant Polski.

## Kariera juniorska
Kochalski grał jako junior w BKS Lublin (2010–2015) i Legii Warszawa (2015–2017).

## Kariera klubowa

### Stal Mielec
21 czerwca 2022 roku Mateusz Kochalski podpisał trzyletnią umowę ze Stalą Mielec. Swój debiut w barwach klubu zaliczył 31 sierpnia 2022 roku w zremisowanym 2:2 meczu przeciwko ŁKS Łódź w ramach Pucharu Polski.

### Qarabağ FK
Mateusz Kochalski 15 sierpnia 2024 roku podpisał trzyletni kontrakt z azerskim klubem Qarabağ, z opcją przedłużenia o kolejny rok. Szczegóły finansowe transferu nie zostały ujawnione.

## Kariera reprezentacyjna

### Polska U-16
W 2015 roku został pierwszy raz powołany do reprezentacji Polski U-16, zadebiutował w niej 28 października 2015 roku, w zremisowanym 0:0 towarzyskim meczu z reprezentacją Serbii.

### Polska U-17
W 2016 został po raz pierwszy powołany do reprezentacji Polski U-17, w której zadebiutował 1 września 2016 roku, w wygranym 1:0 meczu z reprezentacją Łotwy.

### Polska U-18
W 2018 dostał swoje pierwsze powołanie do  reprezentacji Polski U-18, zadebiutował 11 lutego 2018 roku, w wygranym 2:1 meczu z reprezentacją Rumunii.

### Polska U-19
W 2018 roku został po raz pierwszy powołany do reprezentacji Polski U-19, zadebiutował w niej 11 października 2018 roku, w wygranym 4:3 meczu z reprezentacją Macedonii Północnej.

### Polska
2 czerwca 2024 podczas konferencji prasowej seniorskiej reprezentacji Polski selekcjoner Michał Probierz ogłosił powołanie Mateusza Kochalskiego w miejsce Oliwiera Zycha, który doznał kontuzji podczas zgrupowania reprezentacji Polski U-21 na mecze towarzyskie z Ukrainą (7 czerwca) i z Turcją (10 czerwca) oraz do szerokiej kadry na Mistrzostwa Europy 2024.

## Sukcesy

### Radomiak Radom
- I liga polska: 2020/2021[10]
- II liga polska: 2018/2019[11]

### Qarabağ Ağdam
- Mistrzostwo Azerbejdżanu: 2024/25[12]